# Roman Gabriel
Roman Ildonzo „Gabe“ Gabriel Junior (* 5. August 1940 in Wilmington, North Carolina; † 20. April 2024 in Little River, South Carolina) war ein US-amerikanischer American-Football-Spieler und -Trainer. Er spielte als Quarterback in der National Football League (NFL) bei den Philadelphia Eagles und den Los Angeles Rams.

## Jugend
Roman Gabriels Vater wanderte im Jahr 1925 von den Philippinen in die USA aus und arbeitete unter anderem bei der Pullman Company in Chicago, bevor er mit seiner anglo-amerikanischen Ehefrau nach Wilmington zog, wo sein Sohn Roman 1940 geboren wurde. Roman Gabriel besuchte in seiner Geburtsstadt die High School, wo er als Baseball- und Footballspieler in Erscheinung trat. Nach seinem Schulabschluss erhielt der in bescheidenen Verhältnissen aufgewachsene Gabriel Studienangebote diverser Colleges und entschloss sich ein Stipendium der North Carolina State University (NC) anzunehmen.

## Spielerlaufbahn

### Collegekarriere
Roman Gabriel spielte am College bei den NC State Wolfpack von 1959 bis 1961 College Football in der Atlantic Coast Conference (ACC). Daneben war er am College auch als Baseballspieler aktiv. Von der Footballmannschaft wurde er als Quarterback und Defensive Back eingesetzt. Aufgrund seiner überragenden sportlichen Leistungen wurde er zum Athleten des Jahres der ACC erklärt. Als Footballspieler nahm er an mehreren Auswahlspielen teil und wurde zweimal zum Footballspieler des Jahres und zum All-American gewählt.

### Profikarriere
Die sportlichen Leistungen von Roman Gabriel hatten auch die Profi-Footballmannschaften auf ihn aufmerksam gemacht. Im Jahr 1962 wurde er von den Los Angeles Rams in der ersten Runde an zweiter Stelle in der NFL Draft gezogen. Zeitgleich zeigten auch die Los Angeles Raiders aus der NFL Konkurrenzliga American Football League (AFL) an einer Verpflichtung von Gabriel Interesse und zogen ihn in der ersten Runde an erster Stelle der AFL Draft. Die von Bob Waterfield betreuten Rams sicherten Gabriel ein Jahresgehalt von 15.000 US-Dollar und ein Handgeld von 5.000 US-Dollar zu, woraufhin er einen Profivertrag bei der Mannschaft aus Los Angeles unterschrieb.
Die Profikarriere von Roman Gabriel begann schleppend. Die Rams spielten in der Saison 1962 sehr schlecht, woraufhin Waterfield noch im selben Jahr von Harland Svare ersetzt wurde. Aber auch Svare konnte in den nächsten Jahren die Mannschaft nicht in die Erfolgsspur führen. Gabriel kam nur selten als Starter zum Einsatz und bat nach der Saison 1965 um einen Wechsel zu den Atlanta Falcons. Roman Gabriel wurde die Freigabe verweigert, Svare hingegen wurde seines Amtes enthoben und durch George Allen ersetzt. Allen setzte auf Gabriel als Starting Quarterback und formte aus den Rams ein Spitzenteam.
In den Jahren 1967 und 1969 konnte Gabriel mit den Rams jeweils in die Play-offs einziehen. Der Titelgewinn gelang in beiden Jahren nicht. 1967 scheiterten die Rams mit 28:7 an den Green Bay Packers. Im Jahr 1969 konnte er im Play-off-Spiel gegen die Minnesota Vikings trotz einer guten Leistung, er warf einen Touchdown-Pass auf Tight End Billy Truax und einen weiteren auf Bob Klein, die 23:20-Niederlage seiner Rams nicht verhindern. Zwar gelang Gabriel in diesem Jahr kein Titelgewinn, seine 24 geworfenen Touchdownpässe während der Regular Season stellten jedoch eine Ligajahresbestleistung dar. Gleichzeitig wurde er in diesem Jahr zum MVP der Saison gewählt.
Nach der Saison 1972 wechselte Roman Gabriel zu den Philadelphia Eagles, die von Mike McCormack trainiert wurden. In seinem ersten Spieljahr bei der Mannschaft aus Philadelphia gelangen Gabriel zahlreiche NFL-Jahresbestleistungen. So konnten 270 seiner 460 Pässe zu einem Raumgewinn von 3219 Yards gefangen werden. Obwohl Roman Gabriel mit dem Wide Receiver Harold Carmichael ein späterer Pro-Bowl-Spieler zur Verfügung stand, gelang es Gabriel nicht mit den Eagles die Play-offs zu erreichen. Vor der Spielrunde 1976 übernahm Dick Vermeil das Traineramt bei den Eagles. Vermeil ersetzte ihn in der Saison 1977 durch Ron Jaworski auf der Position des Starting-Quarterback. Roman Gabriel beendete nach diesem Jahr seine Laufbahn.

## Nach der Laufbahn
Bereits während seiner Laufbahn als Berufsspieler trat Roman Gabriel als Schauspieler in Erscheinung. So erhielt er unter anderem Nebenrollen in den Kinofilmen Skidoo und Die Unbesiegten mit John Wayne und Rock Hudson in den Hauptrollen. Ferner betrieb er mit seinem ehemaligen Mannschaftskameraden Merlin Olsen eine Niederlassung von Volkswagen. Unmittelbar nach seinem Karriereende arbeitete er als Kommentator bei dem US-amerikanischen Fernsehsender CBS und war an der Übertragung von Footballspielen beteiligt.
Im Jahr 1991 übernahm Roman Gabriel das Amt des Head Coachs bei den Raleigh–Durham Skyhawks die in der World League of American Football angesiedelt waren. Seine Mannschaft blieb in diesem Jahr sieglos.
Der erfolgreiche Geschäftsmann Gabriel spendete nach seiner Laufbahn insgesamt 7.000.000 US-Dollar für karitative Zwecke.
Gabriel starb am 20. April 2024 im Alter von 83 Jahren in seinem Zuhause in Little River, South Carolina.

## Ehrungen
Roman Gabriel spielte viermal im Pro Bowl und wurde zweimal zum All Pro gewählt. 1969 erfolgte die Wahl zum NFL Player of the Year und NFC Offensive Player of the Year. Nach seinem Wechsel zu den Philadelphia Eagles erfolgte die Wahl zum NFL Comeback Player of the Year. Gabriel ist Mitglied in College Football Hall of Fame, in der Greater Wilmington Sports Hall of Fame und in der Wolfpack’s athletic Hall of Fame, sowie in der North Carolina Sports Hall of Fame.